# Mont Nlonako
Mont Nlonako är ett berg i Kamerun.   Det ligger i regionen Kustregionen, i den västra delen av landet, 210 km nordväst om huvudstaden Yaoundé. Toppen på Mont Nlonako är 1 825 meter över havet, eller 1 017 meter över den omgivande terrängen. Bredden vid basen är 9,1 km.
Terrängen runt Mont Nlonako är huvudsakligen kuperad. Trakten runt Mont Nlonako är glesbefolkad, med 15 invånare per kvadratkilometer. Närmaste större samhälle är Nkongsamba, 5,6 km norr om Mont Nlonako. I omgivningarna runt Mont Nlonako växer i huvudsak städsegrön lövskog.